# Cinnamomum falcatum
Cinnamomum falcatum är en lagerväxtart som först beskrevs av Carl Christian Mez, och fick sitt nu gällande namn av Richard Alden Howard. Cinnamomum falcatum ingår i släktet Cinnamomum och familjen lagerväxter. Inga underarter finns listade i Catalogue of Life.